# Serpent Saints – The Ten Amendments
Serpent Saints – The Ten Amendments – dziewiąty album szwedzkiej grupy death'n'rollowej Entombed, a zarazem pierwszy nagrany z ich nowym perkusistą Olle Dahlstedtem. 

## Lista utworów
1. „Serpent Saints” – 05:04
2. „Masters of Death” – 05:00
3. „Amok” – 04:44
4. „Thy Kingdom Koma” – 04:07
5. „When in Sodom” – 05:40
6. „In the Blood” – 04:39
7. „Ministry” – 02:43
8. „The Dead, the Dying and the Dying to Be Dead” – 03:31
9. „Warfare, Plague, Famine, Death” – 03:20
10. „Love Song for Lucifer” – 03:06

## Pozycje na listach
| Lista  | Kraj    | Pozycja |
| ------ | ------- | ------- |
| Top 60 | Szwecja | 3       |